# Єленська
Єле́нська (болг. Еленска) — село в Смолянській області Болгарії. Входить до складу общини Смолян.

## Населення
За даними перепису населення 2011 року у селі проживали 105 осіб, з них 37 осіб (97,4%) — болгари.
Розподіл населення за віком у 2011 році:
Динаміка населення: